# Bertrand Blanchet
Bertrand Blanchet (ur. 19 września 1932 w Saint Thomas de Montmagny) – kanadyjski duchowny rzymskokatolicki, w latach 1992–2008 arcybiskup Rimouski.

## Życiorys
Święcenia kapłańskie przyjął 20 maja 1956. 21 października 1973 został prekonizowany biskupem Gaspé. Sakrę biskupią otrzymał 8 grudnia 1973. 16 października 1992 został mianowany arcybiskupem Rimouski. 3 lipca 2008 przeszedł na emeryturę.